# Gabin Blancquart
Gabin Blancquart (Leers, 28 februari 2004) is een Franse voetballer die doorgaans als centrale verdediger speelt, maar ook inzetbaar is als rechtsback.

## Carrière
Blancquart speelde in de jeugdopleiding van Lille OSC en Club Brugge alvorens hij in 2021 de overstap maakte naar Valenciennes FC. Daar debuteerde hij op 15 januari 2022 namens het beloftenelftal dat uitkomt in Championnat National 3 in een met 1-2 verloren thuiswedstrijd tegen US Maubeuge. Op 20 oktober 2022 scoorde hij zijn eerste officiële doelpunt namens de reserves van Valenciennes FC tijdens een uitwedstrijd bij Iris Club de Croix (0-2). In het seizoen 2023/24 maakte de verdediger ook zijn competitiedebuut namens het eerste elftal in Ligue 2. Op 16 december 2023 was hij basisspeler in een thuiswedstrijd tegen Paris FC. Tijdens die met 0-1 verloren wedstrijd was ploeggenoot en voormalig VVV-speler Nick Venema invaller. Mede op Venema's aanraden tekende Blancquart na een proefperiode in augustus 2024 een contract voor twee jaar bij VVV-Venlo met een optie voor nog een extra seizoen. Op 20 september 2024 maakte de Fransman daar zijn competitiedebuut tijdens een met 0-2 verloren thuiswedstrijd tegen Jong PSV, als invaller in de 61e minuut voor Diego van Zutphen. Blancquart veroverde hierna een plek in de basiself en werd na afloop van het seizoen 2024/25, waarin hij als verdediger met vijf doelpunten clubtopscorer werd, door De Limburger verkozen tot beste VVV-speler van het seizoen.

## Statistieken

#### Beloften
| 2021/22                                | Valenciennes FC II | Championnat National 3 | 6  | 0 | 6  | 0 |
| 2022/23                                | Valenciennes FC II | Championnat National 3 | 20 | 1 | 20 | 1 |
| 2023/24                                | Valenciennes FC II | Championnat National 3 | 20 | 0 | 20 | 0 |
| Totaal beloften                        | Totaal beloften    | Totaal beloften        | 46 | 1 | 46 | 1 |
| Bijgewerkt tot en met 23 augustus 2024 |                    |                        |    |   |    |   |

#### Senioren
| Seizoen                                | Club            | Competitie      | Competitie | Competitie | Beker | Beker | Playoff | Playoff | Totaal | Totaal |
| Seizoen                                | Club            | Competitie      | Wed.       | Dlp.       | Wed.  | Dlp.  | Wed.    | Dlp.    | Wed.   | Dlp.   |
| -------------------------------------- | --------------- | --------------- | ---------- | ---------- | ----- | ----- | ------- | ------- | ------ | ------ |
| 2023/24                                | Valenciennes FC | Ligue 2         | 5          | 0          | 0     | 0     | —       | —       | 5      | 0      |
| 2024/25                                | VVV-Venlo       | Eerste divisie  | 28         | 5          | 1     | 0     | —       | —       | 29     | 5      |
| 2025/26                                | VVV-Venlo       | Eerste divisie  | 2          | 0          | 0     | 0     | —       | —       | 2      | 0      |
| Totaal senioren                        | Totaal senioren | Totaal senioren | 35         | 5          | 1     | 0     | 0       | 0       | 36     | 5      |
| Carrièretotaal                         | Carrièretotaal  | Carrièretotaal  | 81         | 6          | 1     | 0     | 0       | 0       | 82     | 6      |
| Bijgewerkt tot en met 15 augustus 2025 |                 |                 |            |            |       |       |         |         |        |        |